# Theudoald
Theudoald (708? - 741?) byl vnukem Pipina II. Prostředního a v letech 714 a 715 majordomem paláce franského krále Dagoberta III.
Jeho matkou byla Theudesinda, dcera fríského krále Radboda, otcem byl Pipinův syn Grimoald Mladší, který byl někdy kolem roku 714 zavražděn. Po vraždě jeho otce se Pipinova manželka Plektruda snažila získat následnictví pro svého vnuka, na úkor Karla Martela, kterého považovala za nelegitimního. Její záměry se ji podařilo zrealizovat a tak když Pipin krátce na to zemřel, ihned se v Neustrii ujala moci jako regentka nezletilého vnuka. Tehdejší šlechta však Karla Martela za nelegitimního nepovažovala. Karel Martel se narodil Pipinovi a jeho druhé manželce Alpaidě, a polygamie v tomto období byla šlechtou respektovaná a dokonce i praktikovaná. Proto v opozici do funkce majordoma v Neustrii ustanovila Ragenfrida a v Austrasii Karla Martela, což vyvolalo povstání a následné boje o nástupnictví. V roce 716 se Plektuda po boji s franským králem Chilperichem II. a majordomem Ragenfridem musela následnictví pro svého vnuka vzdát. S vládou Theudoalda skončila vláda dynastie z rodu Pipinovců. Karel Martel byl zakladatelem karolínské dynastie.
Theudoald byl po smrti svého strýce a ochránce Karla Martela pravděpodobně také zavražděn někdy kolem roku 741. Je pozoruhodné, že navzdory tomu, že byl Theudoald sesazen a moci se chopil Karel Martel, přesto synovce nechal žít, místo aby ho nechal zavraždit, jak tomu bylo v raném středověku při boji o moc často zvykem.